# TS Esslingen 1890
Die TS Esslingen 1890 (Turnerschaft Esslingen) ist ein Sportverein aus der baden-württembergischen Stadt Esslingen. Er bietet die Sportarten Badminton, Faustball, Flagfootball, Handball, Karate, Leichtathletik, Skisport, Tai Chi, Tennis, Tischtennis, Turnen, Volleyball und Walking und hat eine Gesang- sowie eine Wandergruppe.
Der Verein entstand 1964 als Zusammenschluss der beiden Vorgängervereine Turnerbund Esslingen (gegründet 1890) und Turngemeinde Esslingen (gegründet 1896).

## Handball
Überregional bekannt ist die Turnerschaft für ihre Handballabteilung, deren Männer sowohl im Feldhandball als auch im Hallenhandball antraten.
In der Halle wurde die TS Esslingen 1968 Süddeutscher Meister; die anschließenden Aufstiegsspiele gegen den Charlottenburger HC entschied die TS mit 21:16 und 21:22 für sich, wodurch sie in die Handball-Bundesliga aufstieg. Nachdem das Team in der ersten Saison den dritten Platz in der Staffel Süd erreichte, wurde es in der Saison 1969/70 Tabellenletzter und stieg ab in die Regionalliga.
In der Aufstiegsrunde 1969 zur Feldhandball-Bundesliga spielte die TS Esslingen gegen den TSV Braunshardt und setzte sich mit einer 14:16-Niederlage sowie einem 18:10-Sieg durch. In der Saison 1970 folgte allerdings als Tabellenletzter der Staffel Süd mit nur einem einzigen Sieg gegen den TV Großwallstadt der sofortige Wiederabstieg.